# Al-Hazim
Al-Hazim (arab. الحزم) – miejscowość w Syrii, w muhafazie Hama. W 2004 roku liczyła 1557 mieszkańców.